# Kapa Dech
Kapa Dech est un groupe de musique du Mozambique formé en avril 1996. Sa musique est à base de salsa et de jazz. Leur premier album a été disque d'argent au Mozambique. Le groupe s'est également produit dans des festivals en Europe, notamment en France et en Norvège.

## Albums

### Katchume(Lusafrica, 1998)
1. Xilhlaula Mane
2. Sumbi
3. Ngonani
4. Nhlovuko
5. Kavata
6. Xankoma
7. Guimbia Guade
8. Udi Sengua
9. Doropa
10. Jossefa
11. Soninha

### Tsuketani(Lusafrica, 2001)
1. Tsuketani
2. Menhreen
3. Muana Muafrika
4. Mapindza
5. Mamana
6. Kudzi Malaissane
7. I Came to Be Yours
8. Siteko Teko
9. Madala Mbidajane
10. Timale
11. Umbuti
12. Sikulakutsaka